# Evgenij Pop Acev
Evgenij Pop Acev (en macédonien : Евгениј Поп Ацев), né le 14 mai 1988, est un nageur macédonien, spécialisé dans la nage en eau libre.

## Palmarès

### Grand Prix FINA
- Grand Prix FINA 2015 :
  - Premier du classement général

- Grand Prix FINA 2017 :
  - Premier du classement général, ex aequo avec l'Argentin Guillermo Bertola